# Anton Šatej
Anton Šatej, slovenski duhovnik, * 13. februar 1914, Vrtovin v Vipavski dolini, † 28. september 1943, Dornberk.

## Življenje
Rodil se je v družini kot prvi od sedmih otrok. Študiral je v Gorici, mašniško posvečenje je prejel 2. aprila 1938. Bil je župnik v Štanjelu. V času obsežne nemške ofenzive v drugi svetovni vojni so ga 26. septembra zajeli nemški vojaki. Sklepajo, da je bilo to zato, ker so imeli v zapuščeni štanjelski kaplaniji partizani telefonsko napeljavo. Našli so ga 28. septembra v koruzi med Branikom in Dornberkom, bil je ustreljen v čelo. Pozneje je bil pokopan na pokopališču v Vrtovinu. Njegovo ime je bilo na odstranjeni spominski plošči duhovnikom žrtvam fašizma na Brezjah.